# Vertu
Vertu è un'azienda britannica produttrice di telefoni cellulari di lusso prodotti in Cina. Il design dei telefoni rifiniti a mano è per la maggior parte della produzione firmato da Frank Nuovo, in passato designer dei telefoni Nokia. La società conta circa mille dipendenti e ha base a Church Crookham nell'Hampshire. Pur non presentando sotto il profilo giuridico alcun legame diretto, la società ha fatto parte dell'azienda Nokia fino alla sua vendita.

## Storia
Vertu viene fondata nell'ottobre del 1998, dal designer della Nokia Frank Nuovo; la società nasce con lo scopo di permettere alla Nokia di entrare nel settore di produzione dei cellulari di lusso. Nel 1999 viene creato il logo, la cosiddetta Dynamic V, mentre per tutto il 2000 e il 2001, un team di ricerca e sviluppo composto da esperti provenienti dal mondo dell'industria aerospaziale, automobilistica, high tech, del mondo del lusso, gioiellieri e orafi, studia le caratteristiche che andranno a denotare il profilo della produzione ed il target di acquirenti. Dopo quattro anni di preparativi e studi, nel gennaio del 2002, viene presentato a Parigi, di fronte alla Tour Eiffel, il primo cellulare della casa, il Vertu Signature. Nei vari anni escono nuove linee, e nel giugno 2007 comincia la collaborazione fra la Vertu e la Ferrari, che quell'anno festeggia 60 anni di vita dell'azienda.
Dal 2015 EQT vende le sue azioni Vertu alla società di Hong Kong Godin Holdings.
Dal 2017 viene acquisita dalla Uzan di Hakan Uzan.

## Caratteristiche
I cellulari di Vertu vengono prodotti a mano nella sede centrale di Church Crookham, da esperti istruiti per un anno nella "Vertu Training school", la scuola fondata nel 2001 in cui i dipendenti imparano ad assemblare i cellulari a mano. Ogni cellulare è costruito da un solo artigiano, che appone al termine del lavoro il proprio marchio sul dispositivo. Viene fatto utilizzo di materiali pregiati: La struttura è in ceramica e titanio, con cuscinetti in rubino e circuiti in oro e palladio, rifiniture preziose quali pelle primo fiore, acciaio, oro, pietre preziose e fibre di carbonio; una particolarità è l'uso delle stesse viti che vengono utilizzate per la fabbricazione degli orologi svizzeri. Il logo viene impresso sulle placche dei cellulari con metodi che lo rendono "virtualmente indistruttibile", mentre il sistema di apertura si applica tramite un meccanismo brevettato. I cellulari vengono sottoposti a test che ne provano la resistenza; il test ultimo della resistenza del dispositivo è avvenuta nel 2005, quando un cellulare viene sottoposto al passaggio di una automobile, rimanendo intatto.
Anche gli aspetti sonori sono studiati con precisione: il "click", cioè il suono che viene emesso nella digitazione, è stato studiato per essere il più gradevole possibile e nel luglio 2001 viene denominato "Perfect Click". La suoneria caratteristica, chiamata "Sandpiper", è stata composta dal duo britannico Zero 7 nel gennaio del 2001, e viene riarrangiata in modo diverso per ogni linea di modelli. Una serie di tre suonerie, inoltre, è stata composta dall'autore britannico David Arnold.

### Servizi
Vertu offre un carnet di servizi inclusi nell'acquisto del cellulare
- "Vertu Concierge"- un servizio che permette all'utente di richiedere servizi di portinaio, quali prenotazioni, idee o consigli di stile. Il servizio, operato dall'azienda Ten Lifestyle Management, è attivo 24 ore su 24 e in multilingue; è gratuito per i primi dodici mesi dalla registrazione del telefono e vi si accede tramite un tasto, il "Concierge Key", presente sul fianco di ogni apparecchio. Il servizio è stato aperto nel luglio del 2001, e la prima richiesta, nel settembre 2002, è stata una prenotazione di volo Londra-New York; nell'aprile del 2005 sono state raggiunte le 10.000 richieste. Fra le richieste più curiose, un regalo per un appassionato di scacchi, risoltasi in una partita contro un campione mondiale, e una cena con la Regina Elisabetta.[3]
- "Vertu City Brief"- una guida turistica installata su ogni cellulare con oltre 140 città registrate e aggiornata periodicamente.
- "Vertu Select"- Servizio di informazione su eventi esclusivi della propria città
- "Vertu Me"- servizio di sicurezza informatica
- "Vertu Fortress"- Servizio di backup su server esterni locati in un bunker sotterraneo in Inghilterra. Attivo dal 2007.

## Linee
- Vertu Signature (2002) - La prima linea di cellulari.
- Vertu Ascent (2004)
- Vertu Constellation (2006)
- New Vertu Signature (2008)
- Constellation Quest (2011)
- Limited Edition Constellation Quest Ferrari (2012)
- Constellation T Candy Collection (2012)

### Accessori
- V Collection - Sono disponibili, oltre ai telefoni, una linea di accessori firmata Vertu: essa è composta, da custodie, da stilografiche, dispositivi USB e articoli di pelletteria.

## Distribuzione
L'azienda si rivolge a un target di acquirenti di fascia molto alta; i prezzi variano difatti da un minimo 4000 € sino a 65000 € per i modelli regolari, raggiungendo le 213.000 £ (241.000 € circa) per il modello limitato "Cobra Signature".
I prodotti Vertu non sono in vendita nella grande distribuzione, ma solo nei negozi monomarca o in importanti gioiellerie: il primo negozio Vertu ha aperto nel 2002 a Parigi. Nel 2003 vi erano già cinquanta rivenditori autorizzati.
Ad oggi i punti vendita autorizzati sono circa 650, per lo più gioiellerie, compresi i magazzini londinesi Harrods e Selfridges, oltre i negozi monomarca a Milano, Parigi, Monaco di Baviera, New York, Singapore, Tokyo, Hong Kong, Kuala Lumpur.
È presente inoltre "Vertu Boutique", un negozio di accessori online per il Regno Unito e la Germania, gestito tramite la società partner Symmetria Software Ltd.